# Pseudoeurycea papenfussi
The Muscular Salamander hoặc Pseudoeurycea papenfussi (tên tiếng Anh: Salamandra Escaladora) là một loài kỳ giông trong họ Plethodontidae.
Nó là loài đặc hữu của México.
Các môi trường sống tự nhiên của chúng là các khu rừng khô nhiệt đới hoặc cận nhiệt đới và vùng nhiều đá.
Nó bị đe dọa do mất môi trường sống.